# Atacul (film din 1956)
Attack este un film de război american din 1956 regizat de Robert Aldrich. În rolurile principale joacă actorii Jack Palance, Eddie Albert și Lee Marvin.

## Distribuție
- Jack Palance – Joe Costa
- Eddie Albert – Erskine Cooney
- Lee Marvin – Clyde Bartlett
- Robert Strauss – Bernstein
- Richard Jaeckel – Snowden
- Buddy Ebsen – Tolliver
- Jon Shepodd – John Jackson